# Domenico Corcione
Domenico Corcione (Torino, 20 aprile 1929 – Torino, 3 gennaio 2020) è stato un generale italiano, ministro della difesa nel governo Dini, primo militare in congedo della Repubblica a ricoprire tale incarico.

## Biografia
Ufficiale del Genio militare, è entrato all'Accademia militare di Modena nel 1950, uscendone due anni dopo con il grado di sottotenente. Ha in seguito frequentato la Scuola di applicazione di Torino e la Scuola di guerra di Civitavecchia.
Dopo incarichi di insegnamento presso la Scuola di applicazione del Genio nei primi anni sessanta, ha comandato il Battaglione Genio Pontieri "Mantova" nel 1967-68; in seguito ha comandato il 2º Reggimento Genio Pontieri dal 1972 al 1974, la Brigata meccanizzata "Legnano" dal 1977 al 1979 e infine la Divisione corazzata "Centauro" dal 1983 al 1984.  Dal 1985 al 1987 è stato comandante della Regione Militare Nord Ovest.
Presidente del Centro alti studi per la difesa dal 1987 al 1989, è stato capo di stato maggiore dell'Esercito Italiano dal 1989 al 1990 e della Difesa dal 1990 al 1993.
È stato ministro della difesa del governo Dini dal gennaio 1995 al maggio 1996.

## Pubblicazioni
- Straniero in patria, Albatross,  2011